# Envase
Un envase es un producto que puede estar fabricado en una gran cantidad de materiales y que sirve para contener, proteger, manipular, distribuir y presentar mercancías en cualquier fase de su proceso productivo, de distribución o de venta.

## Historia
Los envases han desempeñado papeles diferentes e importantes a través de la historia. Con la evolución de la sociedad los envases han cambiado también, reflejando nuevos requisitos y características sobre estos. Hoy en día los envases son los encargados de meterse en la mente de la gente, de manera tal que atraiga al consumidor con colores llamativos y formas que logren curiosidad a los fines de lograr vender producto.
Los primeros envases fueron creados hace más de 10 000 años atrás y sirvieron simplemente para contener bienes necesarios para la supervivencia, especialmente alimentos y agua. A mediados del siglo XX la gran transformación de la vida rural a la vida urbana exigió que los alimentos pudieran ser transportados desde el campo a la ciudad y pudieran mantenerse durante mayores períodos de tiempo en buen estado de conservación. Aparecen los supermercados y grandes almacenes de autoservicio donde los alimentos no podían ser manipulados individualmente desde los barriles y pesados en los mesones. Se necesitaron nuevos contenedores para adaptarse a esos cambios. Los envases de cartón y papel tuvieron una gran aceptación, ya que mantenían las cantidades pre-pesadas de café, cereales, sal y otros artículos básicos. Estos eran fáciles de almacenar, apilar y etiquetar. Mantenían los alimentos alejados de los insectos y el polvo, principales problemas que se enfrentaban con los alimentos. El siglo XX también vio nacer un nuevo material de envase, el plástico. Cuando los químicos encontraron el procedimiento para unir pequeñas moléculas orgánicas y formar otras más grandes y pesadas, comparables a las de las resinas vegetales, se gestó el mundo de las resinas sintéticas que todos conocemos con el nombre genérico de plásticos.
Las resinas sintéticas se empezaron a industrializar durante la última gran guerra. Hoy día se puede disponer de unos 60 materiales, algunos de ellos en distintas presentaciones o tipos. Del nailon, por ejemplo, hay un tipo para hacer películas y otro para moldear engranes. Esto multiplica las opciones de los materiales plásticos asequibles hoy día. De esta gama anterior se pueden identificar cuatro resinas de mercado masivo, fácil procesabilidad, y por tanto, de altos volúmenes de producción, precio bajo y tecnología accesible. Estas son: polietileno (PE) y sus variantes (PET, PEAD, PEBD), poliestireno (PS), polipropileno (PP) y policloruro de vinilo (PVC).
Los envases de plástico fueron más económicos y fáciles de producir respecto de los otros materiales. Eran más livianos que los otros y con esto se reducía el costo de transporte. Al momento, el plástico ha reemplazado muchos materiales, permitiendo que la preparación de alimentos sea efectuada muy rápidamente, desde el refrigerador, pasando al horno y a la mesa.
Actualmente, con el deseo de facilitar aún más el uso del envase, manteniendo un bajo costo, los diseñadores han desarrollado nuevos materiales complejos, aquellos que contienen combinaciones de metal, papel y plástico. Ejemplos de estos son los "Tetra Brik" utilizados para envasar jugos, leche de larga vida, vino, etc. Los envases que se fabrican con estos materiales son más livianos, durables, con gran capacidad de mantener las características sanitarias de los alimentos.
Otra importante función de los envases es la protección y preservación de los alimentos de la contaminación con bacterias y otros microorganismos, con este fin se diseñan envases activos que interaccionan directamente con el producto o con su entorno para mejorar uno o más aspectos de su calidad y seguridad. Otra manera de enfocar la preservación de los alimentos a través de los envases es examinar cuánto desecho genera este alimento.
Algunos datos estadísticos confirman la relación entre desechos, envases y alimentos. Los estudios muestran que así como los envases de papel, metales y vidrio aumentaron, los alimentos desechados disminuyeron. El crecimiento de los envases plásticos generó grandes reducciones en
los desechos de alimentos. Los envases protegen a través de otras formas también, por ejemplo, el cartón corrugado y el poliestireno expandido son usados para mantener artículos electrónicos y otros equipos de alto valor protegiéndolos de daño durante su transporte y transbordo. Esos materiales mantienen esos productos de forma segura en sus cartones y los amortiguan en las eventuales caídas y golpes involuntarios.
Antes de ser cargados en embarcaciones, camiones o aviones esos cartones son apilados sobre pallets y envueltos con una lámina elástica de que se adhiere al paquete. Esta lámina es muy firme, aun cuando es delgada, y estabiliza la carga, manteniéndola durante todo el viaje. Pequeñas caídas significarán daño y ruptura reducida, manteniendo el desecho y los costos de disposición final al mínimo.
Actualmente los productos que se consumen llevan envases que reflejan las necesidades presentes: facilidad de apertura, descripción fiel de su contenido y protección del mismo, buena calidad, precio razonable, etc. Incluso influye en los consumidores el aspecto, el colorido y el peso del producto. Las decisiones de compra están influidas por las características externas de los envases. De lo anterior que la presentación del envase, el tamaño, la facilidad de transporte, la variedad e intensidad de colores que este lleva influyen en el consumo de los productos respectivos.

### Materiales de envase
Los primeros contenedores fueron tomados directamente de la naturaleza, como conchas de mar o frutos como el coco. Posteriormente, se elaboraron artesanalmente en madera envases que imitaban la forma de esos contenedores naturales. Estos fueron reemplazados por fibras de plantas, las que tejidas constituyeron los canastos que fueron los primeros contenedores livianos a gran escala. Otro material que se usó para contenedores de agua fue la piel de animales.
Posteriormente, se fabricaron contenedores de arcilla en Siria, Mesopotamia y Egipto, donde además de su funcionalidad los contenedores fueron un medio de expresión artística que
actualmente provee importante información de las culturas antiguas y sus valores.
El vidrio fue y es un importante material de envases. Fue usado primero por los egipcios y con él se inició la producción en cantidad y variedad de todo tipo de contenedores de vidrio. Mientras que los metales como el cobre, fierro y estaño aparecieron al mismo tiempo que las arcillas, solo en los tiempos modernos estos comenzaron a jugar un rol importante en el envasado
ya que demostró ser más robusto y más durable que otros materiales. Las latas de estaño y acero fueron ampliamente aceptadas durante la Segunda Guerra Mundial. El aumento de su demanda condujo también a aumentar sus costos provocando que los productores de latas buscaran un
sustituto económico. El aluminio satisfizo esta necesidad y en 1959 se comenzó a vender cerveza en latas de aluminio.
Hoy existen principalmente 6 materiales de envase, entre ellos los envases de papel y cartón, los
envases de plástico, los de metal, los de vidrio, los de madera, y los textiles. Además, existen
envases de materiales combinados que se emplean de esta manera generalmente para producir
una barrera a la humedad, a las grasas, al aire, o también para proporcionar mayor resistencia.
Entre estos se pueden considerar envases hechos con las combinaciones de los materiales de
envase como papel con una película plástico, aluminio, cartón más película de plástico, etc.
También algunas combinaciones se aplican para mejorar las funciones del envase y a la vez aplicar
una tecnología que alargue la duración del producto envasado, este es el caso de los envases
policomponentes (tipo tetrabrick).

## Materiales de fabricación de envases y como comprimirlos
Al escoger un envase para un producto, es necesario conocer el material que mejor se adapta a las condiciones del mismo. A continuación, se enuncian los principales materiales en que se fabrican los envases y sus características más destacadas:
- Metales
  - Resistencia mecánica
  - Ligereza
  - Estanqueidad y hermeticidad
  - Opacidad a la luz y a las radiaciones
  - Conductividad térmica
  - Reciclabilidad
- Vidrio
  - Transparencia
  - Inercia química
  - Estanqueidad y hermeticidad
  - Compatibilidad con microondas
  - Reciclabilidad
  - Posibilidad de reutilización
- Plásticos y complejos
  - Amplia gama de muy diversos materiales
  - Ligereza y flexibilidad
  - Buena inercia química
  - Amplia gama de propiedades mecánicas
  - Facilidad de impresión y decoración
  - Posibilidad de unión por termosoldadura
  - Compatibilidad con microondas
  - Versatilidad de formas y dimensiones
- Papel y cartón
  - Ligereza
  - Fácil comprensión
  - Versatilidad de formas y dimensiones
  - Facilidad de impresión
  - Degradabilidad
  - Fácil reciclabilidad
- Madera
  - Resistencia mecánica
  - Versatilidad de formas
  - Reciclabilidad
  - Degradabilidad

## Principales envases
- Lata
  - Lata de aluminio
  - Lata de hojalata
  - Lata de chapa
- Botella
  - Botella de vidrio
  - Botella de plástico
- Tarro
- Frasco
- Envase de papel
- Envase flexible
- Blíster
- Brick o Tetra Pak
- Termo

## Clasificación europea
- Envase primario. Todo envase diseñado para constituir en el punto de venta una unidad de venta destinada al consumidor o usuario final. (Directiva 94/62/CE del Parlamento europeo y del Consejo del 20 de diciembre de 1994 relativa a los envases y residuos de envases).
- Envase secundario. Todo envase diseñado para constituir en el punto de venta una agrupación de un número determinado de unidades de venta, tanto si va a ser vendido como tal al usuario o consumidor final, como si se utiliza únicamente como medio para reaprovisionar los anaqueles en el punto de venta; puede separarse del producto sin afectar a las características del mismo. (Directiva 94/62/CE del Parlamento europeo y del Consejo del 20 de diciembre de 1994 relativa a los envases y residuos de envases).
- Envase terciario. Toda agrupación de unidades de venta de forma optimizada para facilitar el manejo, almacenamiento y transporte, así como para evitar el daño inherente a estas acciones, e incluso para evitar el manejo físico directo (y operar mediante maquinaria). La forma más común es el paletizado (por ejemplo, en europalé, estandarizado en la UE).

El objetivo de este ámbito son los consumidores y usuarios. Aquí, la ergonomía busca crear o adaptar productos y elementos de uso cotidiano o específico de manera que se adapten a las características de las personas que los van a usar. Es decir la ergonomía es transversal, pero no a todos los productos, sino a los usuarios de dicho producto.
El diseño ergonómico de productos trata de buscar que estos sean: eficientes, seguros, que contribuyan a mejorar la productividad sin generar daños en el humano, que sean estéticamente correctos, que gráficamente indiquen su modo de uso, etc.
Para lograr estos objetivos, la ergonomía utiliza diferentes técnicas en las fases de planificación, diseño y evaluación. Algunas de esas técnicas son: los estudios de mercado, análisis funcionales, biomecánicos, antropométricos, psicológicos y fisiológicos.

## Tipos de envase según su resistencia a la compresión
- Envase rígido: tiene una forma definida que no puede alterarse, su rigidez da oportunidad de estibar productos sobre el mismo sin sufrir daños.
- Envase semirrígido: tiene una resistencia a la compresión menor a la de un envase rígido, y bajo esfuerzos de compresión su aspecto puede ser similar a la del envase rígido.
- Envase flexible: fabricado de películas plásticas, papel, hojas de aluminio, laminaciones y otros materiales; se deforma al manipularlo manualmente; no resiste productos estibados.

También hay otra clasificación según la capacidad de envase.